# The Breathing Shadow
The Breathing Shadow är det progressiva metal-bandet Nightingales debutalbum, utgivet 1995 av skivbolaget Black Mark Production. Albumet skrevs, spelades in och mixades av Dan Swanö.

## Låtlista
1. "Nightfall Overture" – 8:10
2. "Sleep..." – 4:40
3. "The Dreamreader" – 5:24
4. "Higher Than the Sky" – 6:15
5. "Recovery Opus" – 2:16
6. "The Return to Dreamland" (instrumental) – 3:05
7. "Gypsy Eyes" – 3:39
8. "Alone?" – 6:37
9. "A Lesson in Evil" – 5:54
10. "Eye for an Eye" – 7:22

## Medverkande
Musiker
- Dan Swanö – sång, gitarr, basgitarr, keyboard, trummor, programmering

Produktion
- Dan Swanö – producent, ljudtekniker, ljudmix
- Boss (Stig Börje Forsberg) – executiv producent
- Peter In de Betou – mastering
- Holger Stratmann – omslagsdesign, omslagskonst, foto